# بوریس فیودوروف
بوریس فیودوروف (روسی: Борис Григорьевич Фёдоров؛ ۱۳ فوریهٔ ۱۹۵۸ – ۲۰ نوامبر ۲۰۰۸) اقتصاددان، سیاست‌مدار و اصلاح‌طلب اهل کشور روسیه بود. وی دارای مدرک دکترای اقتصاد و نویسندهٔ بیش از ۲۰۰ کتاب بود.